# McLaren Group
McLaren Group é um grupo empresarial britânico baseado em Woking, Surrey, Reino Unido. Fundada por Ron Dennis logo após a aquisição da equipe McLaren de Fórmula 1 em 1981, originalmente foi denominada TAG McLaren Group devido a uma parceria com o TAG Group de Mansour Ojjeh. Foi renomeado para simplesmente McLaren Group em 2003, depois para McLaren Technology Group em 2015, retornando para McLaren Group em 2017. O grupo foi originalmente formado por uma equipe de Fórmula 1 criada pelo neozelandês Bruce McLaren em 1963 e agora está focada em torno da McLaren F1 Team, a segunda empresa mais lucrativa do grupo.